# موريس لي باوتشر
موريس لي باوتشر (بالفرنسية: Maurice Le Boucher)‏ هو عازف الأرغن وملحن فرنسي، ولد في 25 مايو 1882 في Isigny-sur-Mer ‏ في فرنسا، وتوفي في 9 سبتمبر 1964 في باريس في فرنسا.

## وصلات خارجية
- موريس لي باوتشر على موقع ميوزك برينز (الإنجليزية)